# Монти-Алегри-ду-Пиауи

Монти-Алегри-ду-Пиауи на карте штата.

Монти-Алегри-ду-Пиауи (порт. Monte Alegre do Piauí) — муниципалитет в Бразилии, входит в штат Пиауи. Составная часть мезорегиона Юго-запад штата Пиауи. Входит в экономико-статистический микрорегион Алту-Медиу-Гургея. Население составляет 10 345 человек на 2010 год. Занимает площадь 2417,932 км². Плотность населения — 4,28 чел./км².

## Демография
Согласно сведениям, собранным в ходе переписи 2010 г. Национальным институтом географии и статистики (IBGE), население муниципалитета составляет:
| Полное население                               | Полное население                               | Полное население                               | Полное население                               | 10 345 |
| ---------------------------------------------- | ---------------------------------------------- | ---------------------------------------------- | ---------------------------------------------- | ------ |
| в том числе:                                   | Городское население                            | 2981                                           | Процент городского населения, %                | 28,82  |
|                                                | Сельское население                             | 7364                                           | Процент сельского населения, %                 | 71,18  |
|                                                | Мужское население                              | 5285                                           | Процент мужского населения, %                  | 51,09  |
|                                                | Женское население                              | 5060                                           | Процент женского населения, %                  | 48,91  |
| Плотность населения, чел/км²                   | Плотность населения, чел/км²                   | Плотность населения, чел/км²                   | Плотность населения, чел/км²                   | 4,28   |
| Население муниципалитета в % к населению штата | Население муниципалитета в % к населению штата | Население муниципалитета в % к населению штата | Население муниципалитета в % к населению штата | 0,33   |

По данным оценки 2016 года, население муниципалитета составляет 10 444 жителя.

## История
Город основан в 1940 году.

## Статистика
- Валовой внутренний продукт на 2003 год составляет 14 032 889 реалов (данные: Бразильский институт географии и статистики).
- Валовой внутренний продукт на душу населения на 2003 год составляет 1330,89 реалов (данные: Бразильский институт географии и статистики).
- Индекс развития человеческого потенциала на 2000 год составляет 0,585 (данные: Программа развития ООН).